# Municipio de Tobin (Dakota del Sur)
El municipio de Tobin (en inglés: Tobin Township) es un municipio ubicado en el condado de Davison en el estado estadounidense de Dakota del Sur. En el año 2010 tenía una población de 125 habitantes y una densidad poblacional de 1,33 personas por km².

## Geografía
El municipio de Tobin se encuentra ubicado en las coordenadas 43°32′31″N 98°8′40″O / 43.54194, -98.14444. Según la Oficina del Censo de los Estados Unidos, el municipio tiene una superficie total de 93.88 km², de la cual 93,88 km² corresponden a tierra firme y (0 %) 0 km² es agua.

## Demografía
Según el censo de 2010, había 125 personas residiendo en el municipio de Tobin. La densidad de población era de 1,33 hab./km². De los 125 habitantes, el municipio de Tobin estaba compuesto por el 99,2 % blancos y el 0,8 % eran de una mezcla de razas. Del total de la población el 0,8 % eran hispanos o latinos de cualquier raza.